# 씨네드쉐프

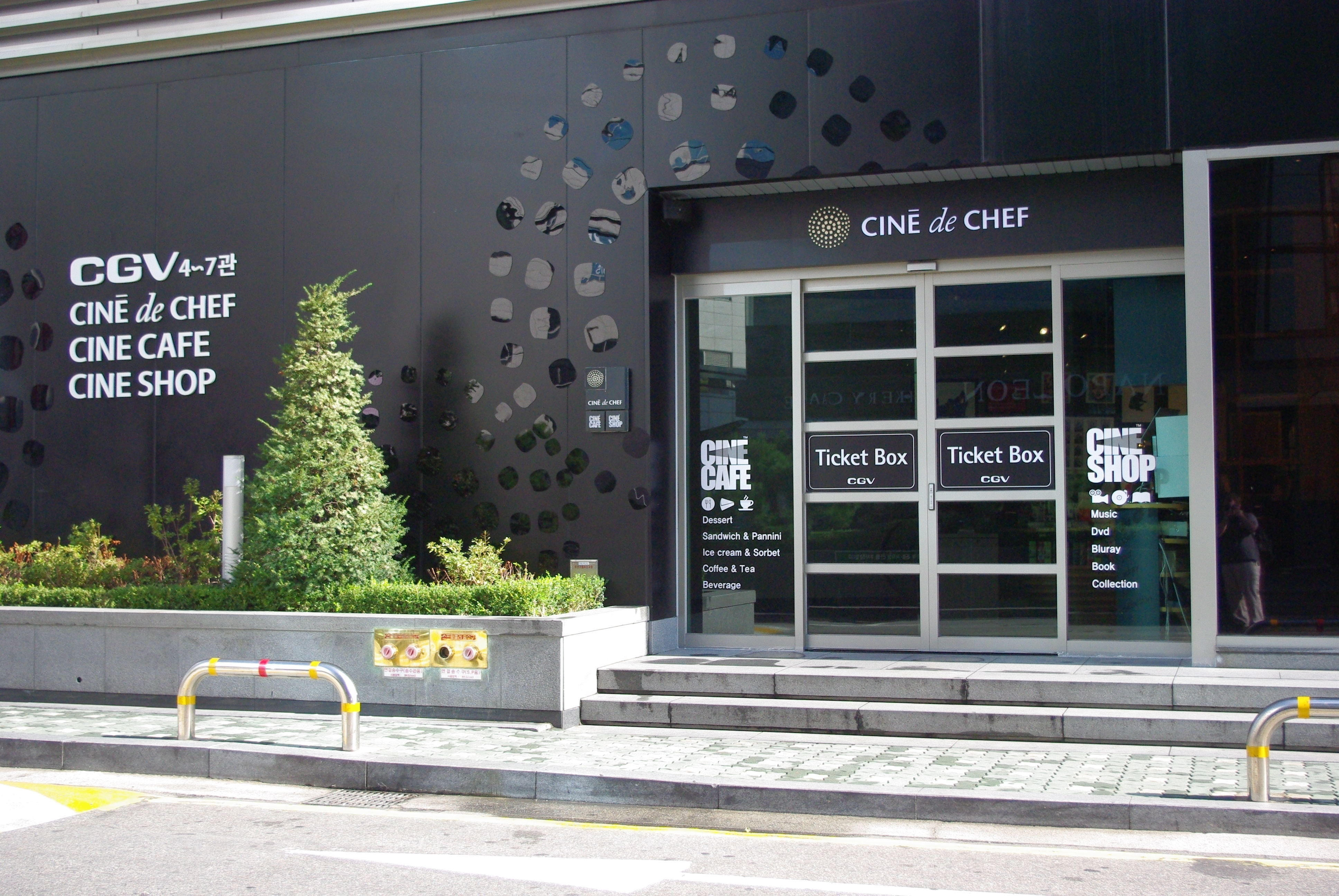

씨네드쉐프(Ciné de Chef)는 대한민국의 복합 상영관 체인 CJ CGV가 운영하는 레스토랑과 음식점의 복합 서비스이다. 1호점인 압구정은 2007년 5월 3일 개장하였고 처음 수개월 안에 2,000명의 관람객을 끌어모았다.